# Фредерік Артур Бріджмен
Фредерік Артур Бріджмен (англ. Frederick Arthur Bridgman; 10 листопада 1847, Таскігі, штат Алабама — 13 січня 1928, Ліон-ла-Форе, Нормандія) — американський художник-орієнталіст.

## Біографія
Батько Фредеріка родом зі штату Массачусетс та працював мандрівним лікарем. Він помер, коли Фредеріку було три роки, після чого мати відвезла його з братом назад в Бостон, оскільки вона побоювалася наростання конфлікту між північчю та півднем, що перейшов у громадянську війну у США. Незабаром вони перебираються в Нью-Йорк, де Фредерік стає учнем гравера в American Banknote Company. Але попри успіхи в кар'єрі, він почав приділяти більше часу живопису, відвідуючи вечірні заняття спочатку в Бруклінській Асоціації мистецтв, а потім у Національній Академії дизайну. У 1865 та 1866 роках виставляв свої роботи в згаданій Асоціації.
У 1866 році за фінансової підтримки бруклінських бізнесменів він вирушив до Франції. Восени влаштувався в студію паризького художника Жана-Леона Жерома. Незабаром його роботи виставляються на паризьких салонах. Його картина «A Provincial Circus» мала великий успіх у Салоні 1870.
Зиму 1872–73 років він провів в Іспанії та Алжирі. Роботи, створені за цей період, з великим успіхом виставлені в Салоні 1873, та в результаті художник наступної зими знову відвідав Північну Африку, цього разу арабський Єгипет, спільно з Чарльзом Спарком Пірсом. Тут він малює сценки вуличного життя Каїра та пам'ятки ісламської культури, а також сюжети за мотивами його подорожі вгору за течією Нілу, яке тривало 3,5 місяці. У Салоні 1877 особливу популярність мала його картина «The Mummy's Funeral». Отримавши популярність, він одружується з молодою і заможною дівчиною з Бостона — Флоренс Мотт Бейкер.
Пік його кар'єри припав на 1881 рік, коли проведена його персональна виставка в American Art Gallery, на якій представлено понад 300 його робіт. Після цього Бриджман обраний членом Національної Академії дизайну.
Взимку 1885–86 роках він повертається в Алжир разом з дружиною, не тільки для роботи, але і для того, щоб поправити здоров'я дружини, яка страждала спадковою неврологічною хворобою. У 1901 році його дружина Флоренс вмирає, через три роки він одружується знову, на Марте Йегера. У 1907 році його відзначено Орденом Почесного легіону. Після Першої світової війни, його популярність знизилася та він перебрався у Нормандію, де продовжив заняття живописом аж до своєї смерті в 1928 році.

## Картини

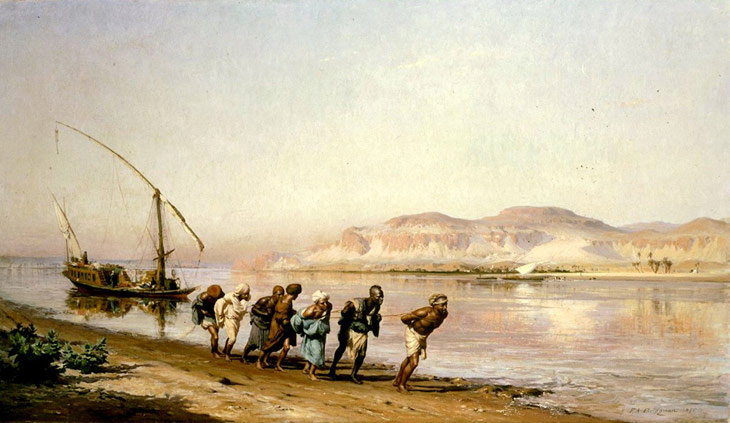
Нільські бурлаки 1875
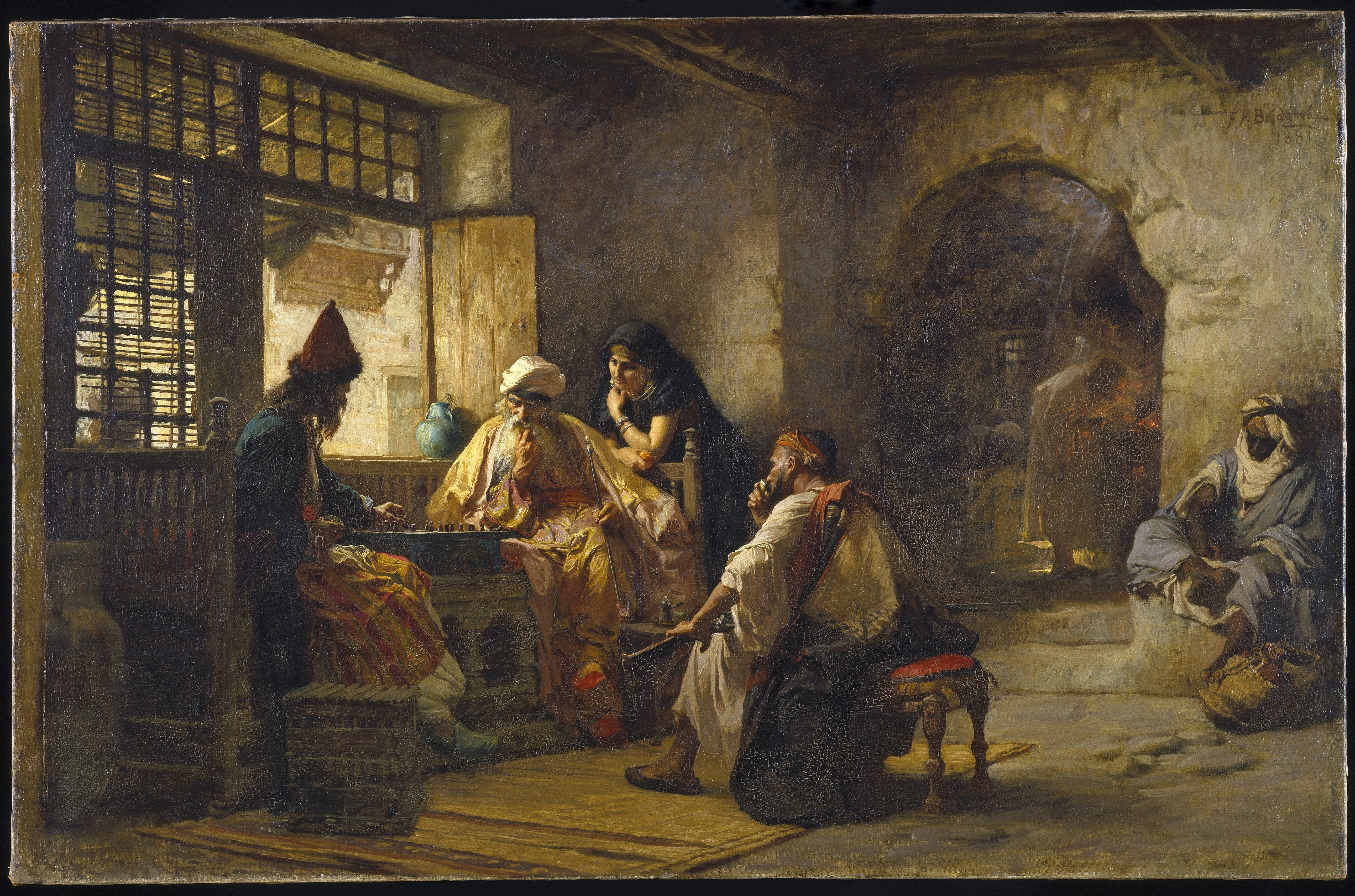
Цікава гра 1881